# 度会康高
度会 康高（わたらい の やすたか、生没年不詳）は、平安時代の豊受大神宮の禰宜。役職は大物忌（伊勢神宮の人間で天照大神に朝夕の大御食を奉仕する役職）。

## 経歴
康高の娘は和田義盛に嫁いだ。義盛が和田合戦によって滅ぼされ、没収された領地は、豊受大神宮に返された。

## 系譜
- 父：度会康尚 - 大物忌[3]。
  - 弟：度会康顕 - 権禰宜
- 妻：不詳
  - 女子：和田義盛正室

### 系図
御原 — 勝弁 — 安貞 — 惟康 — 康光 — 康彦 — 康村 — 康尚 — 康高